# Eduard Huschke
Georg Philipp Eduard Huschke (født 26. juni 1801 i Münden, død 8. februar 1886 i Breslau) var en tysk retslærd.
Huschke blev i 1820 dr. jur., i 1821 privatdocent i Göttingen, i 1824 ordentlig professor i Rostock, og i 1827 i Breslau. 
Som retstænker påvirkedes Husche af Schelling og Steffens, hans overordentlig frugtbare og alsidige forfattervirksomhed udviser en mærkelig blanding af dybsind og fantasteri, af skarpsind og mystik, ved siden af værdifulde tanker besynderlige, ikke sjælden helt barokke påfund og konjunkturer, således for eksempel i hans omfattende værk Die Verfassung des Königs Servius Tullius, als Grundlage zu einer Römischen Verfassungsgeschichte (1838). 
Af filologisk-antikvarisk og retshistorisk indhold var foruden det alt nævnte skrifter som Studien des Römisches Rechts I (1830), Ueber den zur Zeit der Geburt Jesu Christi gehaltenen Census (1840), Ueber das Recht des nexum und das alte Römische Schuldrecht (1846), Ueber den Census und die Steuerverfassung der früheren Römischen Kaiserzeit (1847), Die Multa und das Sacramentum in ihren verschiedenen Anwendungen (1874) og andre; af mere dogmatisk indhold er Die Lehre des Römischen Rechts vom Darlehn und den dazu gehörigen Materien (1882). Med sine studier over Gaius, således blandt andet Gaius, Beitrage zur Kritik und zum Verständniss seiner Institutionen (1855) betrådte Huschke kilde- og tekstkritikens områder; meget benyttet blev hans Jurisprudentiæ Anteiustinianæ quæ supersunt (1860, 6. forøgede udgave ved Emil Seckel og Bernhard Kübler I 1908 II, 1 1911). 
I en mængde andre mindre skrifter og afhandlinger behandlede Huschke talrige filologiske og retshistoriske emner; at han i en række arbejder Die Oskischen und Sabellischen Sprachdenkmäler. Sprachliche und sachliche Erklärung, Grammatik und Glossarium (1856), Die Iguvischen Tafeln nebst den kleineren Umbrischen Inschriften mit Hinzufugung einer Grammatik und eines Glossars der umbrischen Sprache (1859), Zu den altitalienischen Dialekten (1873) og Die neue oskische Bleitafel und die Pelignische Inschrift aus Corfinium (1880) gav sig i lag med granskninger over gamle italiske dialekter, var et forsøg på at løse opgaver, som han ikke havde tilstrækkelige forudsætninger for at kunne magte. Huschke var en religiøs natur, præsident for gammellutheranernes konsistorium. Om den hans trosfæller 1845 meddelte generalkoncession udtalte han sig blandt andet i brochuren Ueber den Sinn der Generalkonzession für die von der Gemeinschaft der evangelischen Landeskirche sich getrennt haltenden Lutheraner vom 23. Juli 1845 (1846).